# Едеське графство
Едеське графство (лат. Comitatus Edessanus, давньофр. Conté de Édese) — перша християнська держава, заснована хрестоносцями під час 1-го хрестового походу. Існувало з 1098 до 1146 року. У пізній візантійський період Едеса стала центром інтелектуального життя Сирійської православної церкви. Вона також була центром перекладу творів давньогрецької філософії на сирійську мову, що стало сходинкою для наступних перекладів арабською мовою. Коли прибули хрестоносці, це було ще досить важливе місто, щоб зацікавити їх спорядити експедицію після облоги Антіохії.
Балдуїн Булонський, перший граф Едеси, став королем Єрусалиму, а наступні графи були його двоюрідними братами. На відміну від інших держав хрестоносців, графство не мало виходу до моря. Воно було віддаленим від інших держав і не було в особливо добрих стосунках зі своїм найближчим сусідом, князівством Антіохією . Половина графства, включаючи його столицю, була розташована на схід від Євфрату, далеко на сході, що робило його особливо вразливим. Західна частина Євфрату контролювалася з фортеці Турбессель. Східним кордоном Едеси був Тигр, але графство, можливо, не простягалося так далеко.
Падіння Едеси в 1144 році стало першою серйозною невдачею для Утремера і спровокувало Другий хрестовий похід. Однак усі пізніші хрестові походи були потерпали від стратегічної невизначеності та розбіжностей. Другий хрестовий похід навіть не намагався відновити Едессу, вважаючи, що стратегічно краще взяти Дамаск . Але похід провалився, і Едесса була втрачена для християн .

## Заснування
Після взяття Нікеї в 1098 році Балдуїн Булонський слідом за Танкредом Тарентським відокремився від армії хрестоносців, яка прямувала на південь до Антіохії та Єрусалима, та пішов до Кілікії, а звідти вирушив на схід до Едеси. До появи в межиріччі Єфрату хрестоносців Балдуїна там існувало вірменське князівство Едеси, основою економіки якого була транзитна торгівля. Вільгельм Тірський писав, що в місті жили представники купецького стану двох народів «халдеїв» і вірмен.

Держави хрестоносців на Сході у 1140 році

В цілому 90-ті роки XI століття були найважчими для Едеського князівства, яке стало об'єктом боротьби володарів Антіохії, Алеппо, Хісн Кайфи та Самосати. Нестійкість зовнішньополітичного положення й відсутність сильної армії змушували ішханів шукати могутніх покровителів на стороні. Вірменське населення первинно сприймало учасників хрестового походу якщо не як визволителів, то в ролі союзників, здатних протистояти сельджукам. Саме тому з появою у Приєвфратті Балдуїна Булонського із 200 лицарів князь Торос Едеський під тиском дванадцяти вірменських ішханів Едеси запросив та всиновив його, тим самим погодившись на розділення з Балдуїном влади та прибутків.
За якийсь час, у березні 1098 року, рада дванадцяти ішханів за підтримки Балдуїна Єрусалимського (прийомного сина Тороса Едеського) влаштувала переворот. Торос, закріпившись у міській цитаделі, обіцяв здатись за умови гарантій вільного уходу до Мелітени, чий правитель Гавриїл був його родичем. Балдуїн I Єрусалимський, який присягнув на святих реліквіях, обіцяв зберегти життя князю. Торос, повіривши обіцянкам, відчинив браму замку, після чого був страчений. Таким чином, після перевороту відбулась «трансформація вірменської держави на франко-вірменську», яку очолив Балдуїн. Так з'явилась перша держава хрестоносців — Едеське графство
1100 року, після смерті брата, Годфріда Буйонського, Балдуїн успадкував трон Єрусалимського королівства, а його попередні землі перейшли до його двоюрідного брата — Балдуїна де Бурка. До останнього приєднався Жослен де Куртене, у владу якому було передано фортецю Турбессель на Євфраті.
Християнські правителі Едеси перебували в тісному контакті зі своїм найближчим сусідом — Кілікійським царством, та для підтримання цього союзу часто одружувались із вірменськими принцесами. Так, Балдуїн Булонський, дружина якого, Гутуєра, померла 1097 року в Мараші, узяв за дружину Арду, онуку Костянтина I, царя Кілікії з династії Рубенідів. Балдуїн де Бурк одружився з Морфією, дочкою правителя Мелітени, а Жослен де Куртене — з дочкою Костянтина Беатріс.

## Історія

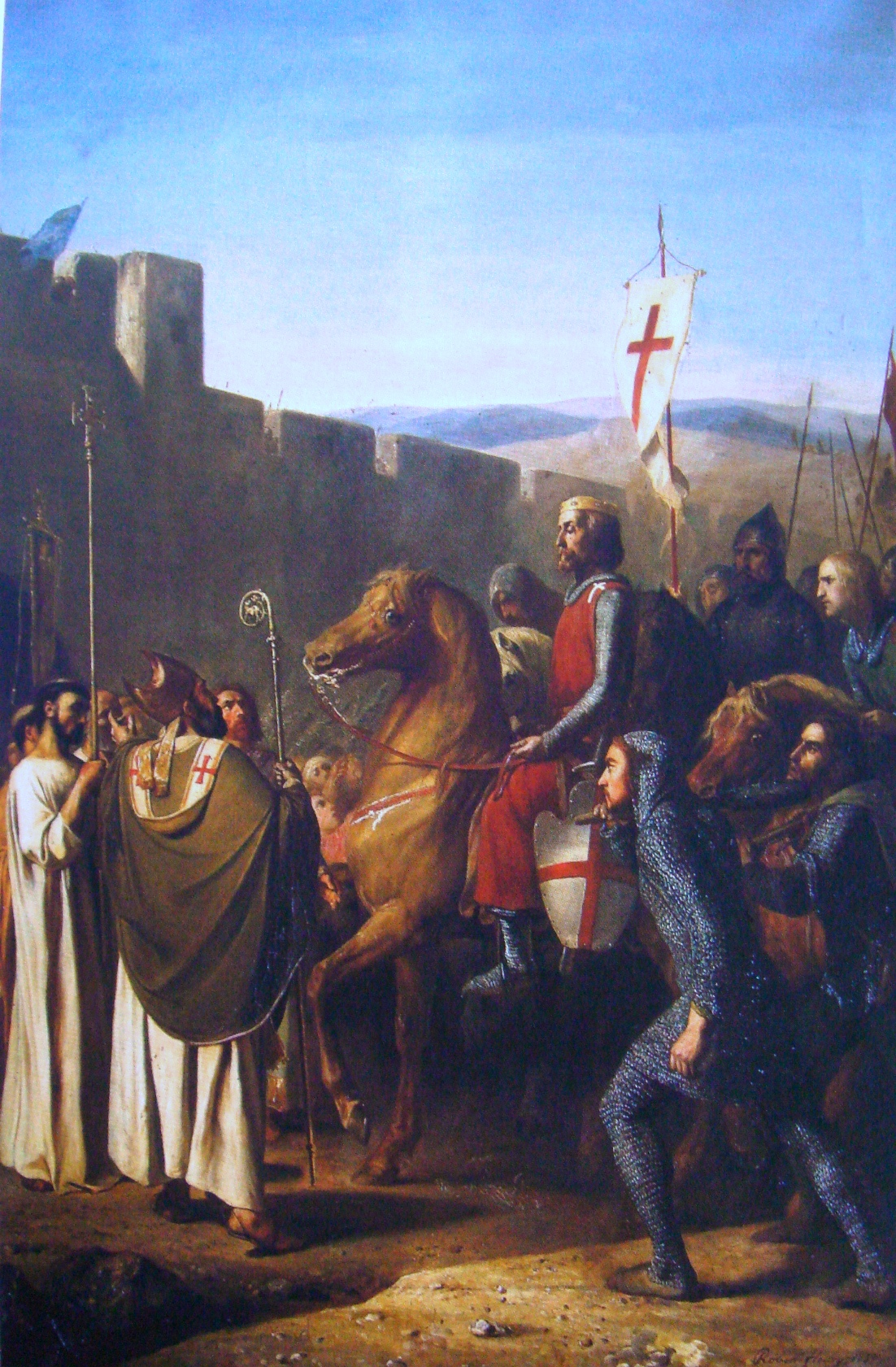
Вхід Балдуїна до Едеси. Вірменське духовенство зустрічало його біля міських воріт

Зійшовши на престол Едеси під іменем Балдуїна II, Балдуїн де Бурк був втягнутий в конфлікти у Північній Сирії та Малій Азії. 1103 року він допомагав зібрати викуп за Боемунда I, князя Антіохії, якого утримували в полоні Данішменди, а після того, як 1104 року Едеса була атакована військами Мосула, Балдуїн і Жослен потрапили у полон до сельджуків під час битви при Харрані. Між 1104 та 1108 роками графство Едеське було приєднано до Антіохійського князівства. У той же час зі складу графства були виведені Мараш і Дулук. До звільнення бранців в 1108 році регентом графства був брат Боемунда Танкред Тарентський. Звільнившись, Балдуїну довелось силою повертати собі законні володіння — зрештою Танкред відступив з Едеси, хоч заради цього Балдуїн був змушений тимчасово об'єднатись із деякими місцевими мусульманськими правителями.
1110 року всі території на схід від Євфрату були завойовані Мавдудом, атабеком Мосула. І хоча сама Едеса та інші добре укріплені міста вистояли під натиском мусульман, земля графства була «розграбована та знелюдніла»
У 1116—1117 роках за рахунок захоплення володінь вірменських князів територія графства значно збільшилась. У Васіла Тга було віднято Рабан, Кесун, Ромклу, Бехесні й. можливо, Хісн Мансур. З Піру був вигнаний князь Абелгаріб Пахлавуні, володіння якого були анексовані. Вигнаний був і сподвижник та провідник хрестоносців у Малій Азії, князь Гуріса Баграт Камсаракан.
Після смерті Балдуїна I 1118 року Балдуїн II був проголошений королем Єрусалиму, попри те, що найближчим родичем, який мав успадкувати владу в королівстві, був брат Балдуїна I Есташ III Булонський. 1119 року титул графа Едеси був відданий Жослену де Куртене. 1122 року Жослен знову потрапив у полон до мусульман. Щоб забезпечити безпеку Едеси, Балдуїн висунувся на північ, проте, поки об'їжджав кордони графства, також потрапив у полон. Обидва вони, однак, невдовзі були звільнені — Жослен 1123 року, а Балдуїн за рік.

## Відносини з візантійським імператором Іоанном II Комніном
1137 року до стін Антіохії підійшли війська візантійського імператора Іоанна II Комніна. Він вирішив отримати від Раймунда підтвердження Девольської угоди 1108 року, за якою місто було імператорським леном, а князь обіцяв військову допомогу й підкорення місцевої церкви Константинополю.
Ромеям швидко удалось зламати спротив, і місто відкрило їм браму. Базилевсу склали клятву вірності, в Антіохії з'явився православний патріарх, а на міській цитаделі повісили імперський штандарт. В обмін Іоанн обіцяв повернути Раймунду захоплені мусульманами навколишні міста.

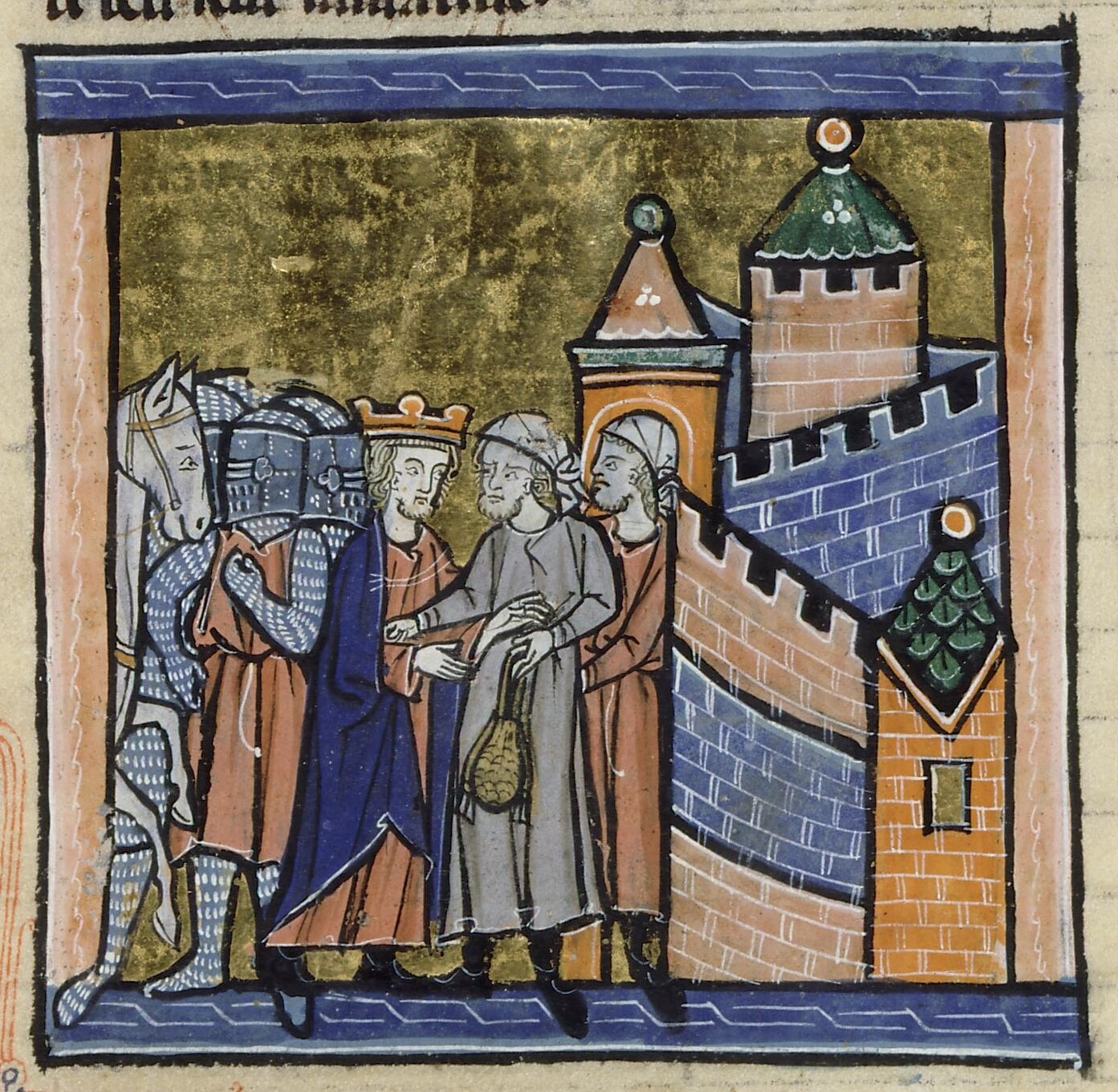
Перемовини про здачу Сезери

Наприкінці березня 1138 року Іоанн вийшов у похід проти головного противника хрестоносців — еміра Мосула Імада ад-Діна Зангі. До імператора приєднались Раймунд і граф Едеси Жослен II, а також загін тамплієрів. 8 квітня було захоплено місто Піза, 20 квітня почалась облога Сезера, в якому спротив чинила тільки цитадель. Зангі почав поширювати чутки про підхід армій ісламських правителів Ірану, Іраку й Анатолії, при цьому уникаючи відкритих сутичок. Тому ромеї швидко уклали з ним мир, за яким отримували грошову компенсацію, а захоплені міста діставались християнським правителям.
Після укладення миру, Іоанн у червні 1138 року здійснив тріумфальний в'їзд до Антіохії, після чого організував збори баронів. На них він оголосив про те, що воєнні дії не завершено, і для їх успішного ведення слід передати місто під владу Візантії. Жослен поширив серед латинян чутки про те, що Іоанн наказав вигнати їх з Антіохії, зберігши там лише грецьке населення. Гнів народного натовпу застав базилевса зненацька, і він задовольнився клятвою вірності від Едеського графства й Антіохійського князівства.

## Падіння графства
1131 року Жослен де Куртене загинув на полі бою. Йому спадкував син, Жослен II. До того часу над графством нависла загроза з боку Зангі, який об'єднав під своєю владою Алеппо й Мосул. Жослен II не приділяв належної уваги забезпеченню безпеки кордонів графства, оскільки надто переймався суперечками з Триполі, й тому не отримав від сусідів допомоги, коли виникла така необхідність. 1144 року Зангі оточив Едесу. Облога Едеси тривала лише місяць, і 24 грудня того ж року місто здалось. Жослен продовжував формально залишатись графом Едеси й навіть керував рештками свого графства з міста Турбессель. Після загибелі Зангі від руки раба 1146 року він здійснив спробу повернути втрачені володіння, проте в листопаді 1146 року зазнав поразки від Нур ад-Діна Махмуда й ледве уникнув полону. 1150 року він усе ж потрапив у полон до мусульман і утримувався в Алеппо до самої своєї смерті 1159 року. Його дружина продала Турбессель і прилеглі землі імператору Візантії Мануїлу Комніну, але за рік вони були завойовані Нур ад-Діном.

## Географія та населення
За розмірами графство переважало решту завоювань хрестоносців на Сході, але в той же час було найменш заселеним та не мало виходу до моря. Кількість жителів самого міста не перевищувала 10 000 чоловік, однак на решті земель практично не існувало інших поселень, окрім фортець. У свої найкращі часи територія графства сягала меж Антіохії та Кілікії на заході та Євфрату на сході. На півдні графство межувало з могутніми мусульманськими державами Алеппо й Мосула. Населення графства складалось, в основному, з християн-міафізитів сирійців та вірменів, також на його території проживала невелика кількість мусульман і православних греків.

## Васальні території

### Сеньйорія Турбессель (Тель Башир)
Сеньйорія Турбессель (Тель Башир) — один із перших ф'єфів, що виникли у складі графства Едеси: місто Тель Башир було взято першим графом Едеським незадовго до взяття самої Едеси наприкінці 1098 року й передано у васальне володіння одному з місцевих феодалів на ім'я Фер. Жослен де Куртене, до того як стати графом Едеси, був сеньйором Турбесселя, контролюючи області на захід від Євфрату. Після втрати Едеси Жослен II повернувся до фортеці, яка раніше належала його батькові, а після його смерті Турбессель була продана Візантії й потім завойована мусульманами. Продавши Турбессель, дружина Жослена II вирушила до Єрусалимського королівства й оселилась в околицях Акри.

### Іншіфеоди
| Назва    | Рік виникнення | Відомі феодали та роки їхнього правління                                                                                               |
| -------- | -------------- | --- |
| Айнтаб   | 1103           | - Жослен I де Куртене (1103—1113) - Махі (1124—1125)                                                                                   |
| Бехесні  | ?              | - Райнальд (1146—1149) |
| Гуріс    | 1103           | - Жослен I де Куртене (1103—1113) - Ернальд (1126) - Барріган (1134)                                                                   |
| Дулук    | 1102           | - Гійом Сандзавел (1102) - Жослен I де Куртене (1103—1113) - Михаїл Вірменин (1122—1124) - Махі (1124—1125) - Матьє (1134)             |
| Кесун    | ?              | - Готфрі Чернець (1122—1124) - Махі (1124—1125) - Бодуен (1136—1146) - Райнальд (1146—1149)                                            |
| Мараш    | 1104           | - Жослен I де Куртене (1104) - Ричард Салернський (1110—1114) - Готфрі Чернець (1122—1124) - Бодуен (1136—1146) - Райнальд (1146—1149) |
| Пір      | ?              | - Галеран (1116–1126) |
| Рабан    | ?              | - Готфрі Чернець (1122—1124) - Махі (1124—1125) - Симон (1144)                                                                         |
| Равендан | 1098           | - Баграт Камсаракан (1098), пізніше ішхан Гуріса (до 1103) - Жослен I де Куртене (1103—1113) - Робер (1134)                            |
| Серудж   | 1100           | - Фульшер (1100—1101) |

## Графи
| Роки правління | Ім'я                                                            |
| -------------- | --------------------------------------------------------------- |
| 1098–1100      | Балдуїн I                                                       |
| 1100–1118      | Балдуїн II                                                      |
| 1104–1108      | Танкред Тарентський (регентство спільно з Ричардом Салернським) |
| 1118–1131      | Жослен I                                                        |
| 1131–1150      | Жослен II                                                       |
| 1159–1200      | Жослен III (мав формальний титул графа Едеси з 1159 року).      |

### Первинні джерела
- Матвій Едеський. Закріплення хрестоносців в Едесі [Архівовано 25 березня 2013 у Wayback Machine.]
- Михаїл Сирієць. Хроніка [Архівовано 25 березня 2013 у Wayback Machine.]
- Альберт Аахенський. Закріплення хрестоносців в Едесі [Архівовано 16 березня 2013 у Wayback Machine.]

### Вторинні джерела
- Анна Комніна. Алексіада. У 15 книгах. — СПб. : Алетейя, 1996. — 704 с. — ISBN 5-89329-006.
- Васильєв О. О. Зовнішня політика за Іоанна II // Історія Візантійської імперії. Т.2. — М. : Алетейя, 2000. — ISBN 978-5-403-01726-8.
- Іоанн Кіннам. Короткий огляд царювання Іоанна та Мануїла Комнінів. — СПб. : Типография Григория Трусова, 1859.
- Джон Норвіч. Історія Візантії. — М. : АСТ, 2010. — 542 с. — ISBN 9-78-517-050648.
- Сказкін С. Д. Том 2 // Історія Візантії. У 3 томах. — М. : Наука, 1967. — ISBN 978-5-403-01726-8.
- Степаненко В. П. Ішхани Едеси та зовнішньополітична орієнтація міста у 70-х роках XI – початку XII ст. // Візантійський часопис. — 1984. — № 45. — С. 87–94.
- Степаненко В. П. Мараш і графство Едеське у Девольській угоді 1108 р. // Візантійський часопис. — 1987. — № 48. — С. 53–63.
- Степаненко В. П. Візантія та загибель графства Едеського (1150). // Візантійський часопис. — 1989. — № 50. — С. 85–92.
- Успенський Ф. І. Розділ VIII. Ласкарі та Палеологи // Історія Візантійської імперії. У 5 томах. — М. : АСТ, Астрель, 2005. — Т. 5. — 558 с. — ISBN 5-271-03856-4.
- Riley-Smith J. The Oxford History of the Crusades. — Oxford University Press, 2002. — 457 с. — ISBN 978-0-87-661406-8.